# Adolph Gottlieb
Adolph Gottlieb (* 14. März 1903 in New York; † 4. März 1974 ebenda) war ein US-amerikanischer Maler. Er gehörte zu den wichtigsten Vertretern des Abstrakten Expressionismus.

## Leben und Werk
Den Besuch der High School in seiner Heimat New York brach er mit 16 Jahren ab und begann ein Kunststudium an der Art Students League. Gerade einmal 18 Jahre war Adolph Gottlieb alt, als er nach Europa reiste, Erfahrungen in der Pariser Académie de la Grande Chaumière sammelte, sowie Berlin und München besuchte.
1923 kehrte er nach New York zurück, machte seinen High-School-Abschluss und studierte danach an etlichen Kunstschulen (Parsons School of Design). 1935 wurde er, wie Mark Rothko, zum Mitbegründer der New Yorker Künstlergruppe „The Ten“. Zu diesem Zeitpunkt waren seine abstrakten Werke bereits in Ausstellungen gezeigt und ausgezeichnet worden. Von 1941 an arbeitete Adolph Gottlieb, vom surrealistischen Malstil beeinflusst, an seinen so genannten „Piktographien“. Zeichenhafte Symbole setzte er in gitterartig aufgeteilte Kästchen. Das 1946 entstandene Bild „Rückkehr des Reisenden“ ist im Museum of Modern Art in New York zu sehen.
Gottlieb malte nicht nur, sondern beteiligte sich darüber hinaus an öffentlichen Diskussionen über zeitgenössische Malerei und Protesten gegen Preisgerichtsentscheidungen, was ihn und seine Mitstreiter als „die Jähzornigen“ bekannt werden ließ.
In den 1950er Jahren arbeitete er an der Serie „Imaginäre Landschaften“, deren Hauptgegenstand stilisierte Sonnen sind, um danach in seinen so genannten „Burst Paintings“ (geborstene Bilder) das Verhältnis zweier gegensätzlicher Formen künstlerisch umzusetzen.
Im Jahr 1959 war Gottlieb Teilnehmer der documenta II in Kassel. Gleich zwei große Retrospektiven, im Whitney Museum of American Art und im Solomon R. Guggenheim Museum, waren Adolph Gottliebs Werk im Jahr 1968 in New York gewidmet.
Obwohl Adolph Gottlieb nach einem Schlaganfall im Jahr 1970 linksseitig gelähmt und auf den Rollstuhl angewiesen war, malte er weiter. 1972 wurde er als Mitglied in das US-amerikanische American Academy of Arts and Letters aufgenommen, was durchaus als Würdigung seiner Lebensleistung verstanden werden kann.
1976 wurde auf seinen Wunsch hin die Adolph and Esther Gottlieb Foundation gegründet, die Künstlern in finanziell ungesicherten Verhältnissen helfen soll.

## Quelle
- http://www.bad-bad.de/burda-museum/gottlieb.htm
- Kurt Bittl: Propyläen-Kunstgeschichte: In 18 Bänden, ISBN 3-549-05666-4